# Eborá
Eborá (em iorubá: Ébórá) é um termo designado para se referir aos espíritos das florestas, espíritos que não são de seres humanos e nem Orixá, são seres representados e descritos de várias formas, podendo ter olhos na testa, duas cabeças, vários braços, etc.. Esses espíritos são reverenciados pelos Iorubás a fim de conseguirem proteção, curas e magias.